# Spinatimonomma pseudodoriae
Spinatimonomma pseudodoriae es una especie de coleóptero de la familia Monommatidae.

## Distribución geográfica
Habita en Sumatra (Indonesia).